# KTM X-Bow GT4
Chronologie des modèles (Depuis 2015 (en version fermée))
La KTM X-Bow GT4 est une voiture de course fabriquée par le constructeur autrichien KTM est développée par l'écurie allemande Reiter Engineering. Elle est homologuée pour courir dans la catégorie GT4 de Stéphane Ratel Organisation et de la Fédération internationale de l'automobile. Elle est dérivée de la KTM X-Bow, d'où elle tire son nom.

## Création de la version GT4
En 2015, KTM et Reiter Engineering développent conjointement une version fermée de la KTM X-Bow GT4,,,. La précédente version également appelé KTM X-Bow GT4 n'était qu'une simple amélioration de la KTM X-Bow de série à cockpit ouvert.

## Aspects techniques
Elle est dotée d'un moteur essence d'origine Audi TFSI d'une cylindrée de 2 L. Il développe une puissance d'environ 320 ch. Le moteur développait entre 350 ch et 400 ch dans sa version de 2015,. Son rayon de braquage est de 18 mètres.

## Histoire en compétition

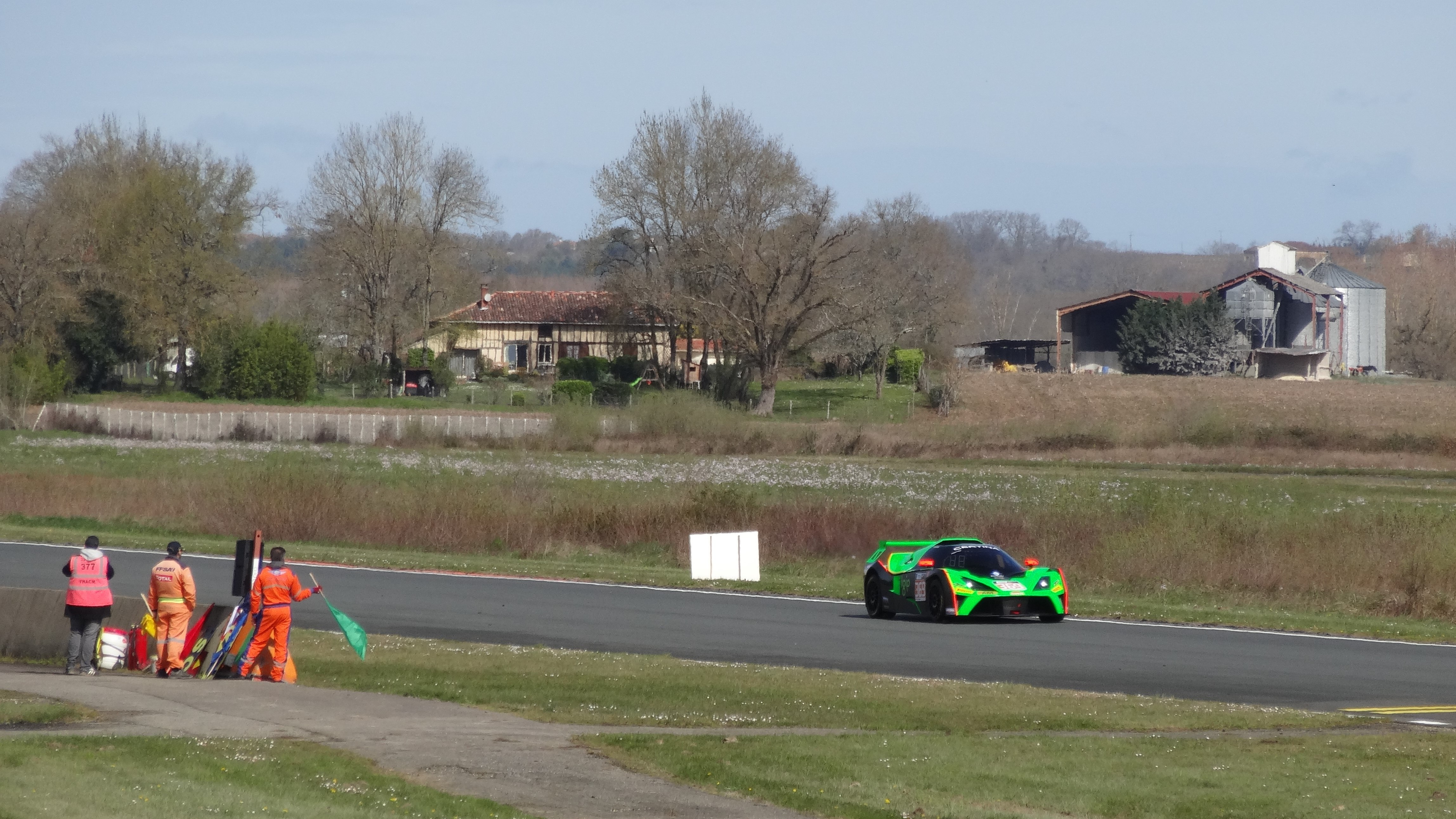
La KTM X-Bow GT4 de Greensall Motorsport lors des Coupes de Pâques 2018 sur le circuit de Nogaro.

Pour 2018, le Reiter Engineering dévoile une version améliorée de la KTM X-Box GT4,. La transmission est conçu par Holinger et le moteur intègre la nouvelle gestion électronique Motec M142. Elle est disponible à la vente pour la somme de 152 360 euros. Reiter Engineering avance par ailleurs que le coût par kilomètre est de 3,90 euros,,,,.
En décembre 2017, l'écurie Greensall Motorsport annonce qu'elle l'exploitera en championnat de France FFSA GT,. La KTM X-Bow GT4 fait ainsi ses débuts lors de la première manche à Nogaro à l’occasion des Coupes de Pâques 2018. Elle termine les deux courses à un tour du vainqueur. En mai, M-Motorsport annonce qu'elle engagera une KTM X-Bow GT4 en Blancpain GT Series Asia à partir de la manche de Shanghai.